# Sankta Gertruds kyrka, Västervik

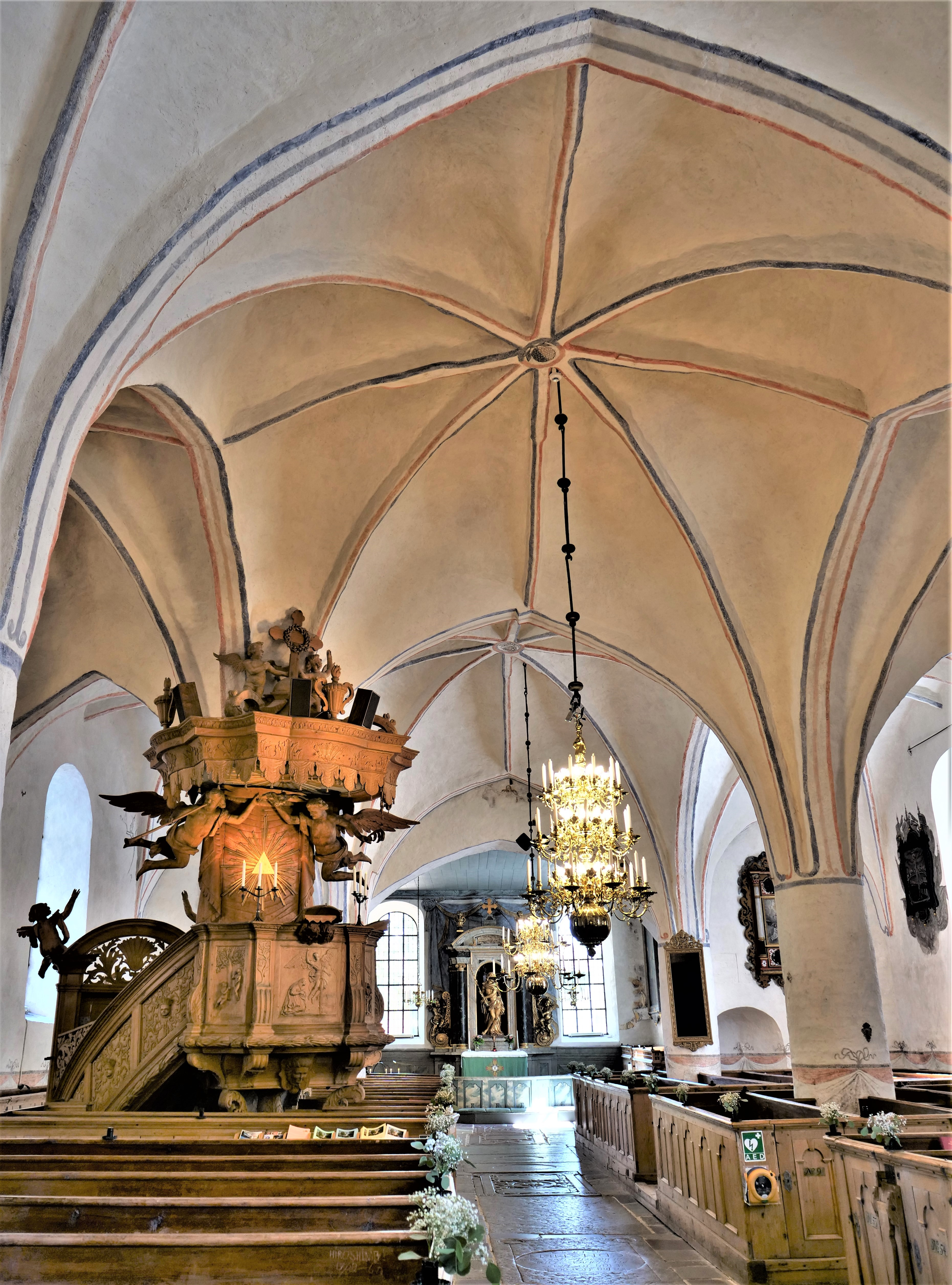
Sankta Gertrud kyrkas kykosal

Sankta Gertruds kyrka är en kyrkobyggnad i Västervik, Västerviks församling, Småland. Den tillhör Linköpings stift.

## Historik
När Erik av Pommern flyttade Västerviks stad från Gamleby (Gamla Västervik) till nuvarande plats invid Stegeholms slott, gav han staden ett nytt privilegiebrev 1433 där han bland annat gav ett års skattefrihet för byggande av denna kyrka. Den blev färdig i slutet av 1450-talet och bestod då av koret med sakristia och långhuset fram till pelarparet närmast orgelläktaren. Det var en stor kyrka för en liten stad, men det var status för städer att ha stora och fina kyrkor så man tog till ordentligt. Det dröjde 200 år innan staden vuxit ur kostymen och måste bygga till kyrkan.
Men bebyggelsehistorien under de första århundradena är dunkel. Vad vi vet är att koret hade kryssvalv, som mycket väl kan ha varit ursprungligt, medan långhuset från början hade ett plant trätak och träpelare. Det är lätt att konstatera att mittskeppets valv inte varit samordnade med korets kryssvalv, vars anfang ännu kan spåras bakom nummertavlorna i koret. När valven slogs vet man ej. Kanske man planerade att bygga ett torn när man uppförde de tre grova, kantiga pelarna men åtrat sig och fortsatt med den runda kolonnen i stället för en fjärde pelare.
Stad och borg brändes ned under unionsstriderna 1517. Västerviksborna flyttade då tillbaka till Gamla Västervik, som åter blev stad. Nya Västervik låg öde tills Gustav Vasa beordrade stadsborna att återvända och bygga upp staden igen vilket skedde 1547. Kyrkans öde under de 30 åren vet vi ej, men mycket kan ha hänt. En sak är emellertid klar; när den åter togs i bruk, var det inte längre som en romersk-katolsk utan som en evangelisk-luthersk kyrka.
År 1612 brann Västervik ner i strider med danskarna och kyrkan skadades, bland annat rasade korets valv. Men kyrkan synes likväl ha kunnat nyttjas för gudstjänst, vilket tyder på att den inte var helt förstörd. När kyrkan var reparerad hade korets kryssvalv ersatts av det plana tak som finns där i dag. Långhusets valv, kantiga pelare och runda kolonner är samma som i dag. Den fortsatta bebyggelsehistorien är väl dokumenterad.
En enda medeltida ingång är bevarad, nämligen koringången. Dörren tillkom antagligen efter branden 1612. Andra ursprungliga ingångar har byggts bort. Först byggdes tornet omkring 1670 och försågs med en hög, smal spira. När man delvis rev kyrkans gavelmur för att utöka kyrkorummet med tornets bottenvåning, kom berget i dagen och i en kyrkbänk kan man sitta med fötterna på hälleberget, ett bevis på att S:ta Gertruds kyrka inte är byggd på lösan sand.
År 1677 brann staden åter ner i samband med danskbesök. Kyrkan skonades den gången men slottet förstördes och blev ruin. Staden byggdes däremot snabbt upp och har ej sedan dess varit utsatt för totalförstörelse. Det följande seklet var expansivt för Västerviks del och det återspeglas även i kyrkans bebyggelsehistoria. Under 1730-talet måste man bygga till kyrkan. Norra tvärskeppet tillkom. Man fick hämta tegel från slottsruinen till bygget, i övrigt är S:ta Gertruds kyrka en gråstenskyrka. Trätakets magnifika grisaillemålning illustrerar liknelsen om fyrahanda sädesåker. År 1739 var bygget klart.
Redan efter 25 år var det dags att bygga till igen och då kom södra tvärskeppet till. Det välvda taket, säkerligen byggt av timmermän från stadens varv, lockar till att jämföra tvärskeppet med ett upp- och nedvänt skepp med kölen i vädret. En intressant bildsvit pryder läktarbröstet. Det är paralleller mellan Gamla och Nya testamentet placerade till vänster resp. till höger på läktarbröstet. Så till exempel Elias himmelsfärd och Kristi himmelsfärd.
Men några år tidigare, 1762, hade blixten drabbat kyrkan under pågående gudstjänst, dödat orgeltramparen, skadat orgeln och ramponerat tornspiran. Det dröjde in på 1780-talet innan orgeln, en wisteniusorgel, blev restaurerad av Pehr Schiörlin, en lärjunge till Jonas Wistenius, samt tornspiran ersatt av huv med lanternin. Arkitekt var Carl Fredrik Adelcrantz, en av landets förnämsta, och den ende arkitekt som satt sin prägel på S:ta Gertruds kyrka; den är annars ett byggnadsverk helt av provinsiella snickare och stenarbetare. Med Adelcrantz tornhuv hade S:ta Gertruds kyrkobyggnad i huvudsak nått sin slutliga form.
År 1805 var det biskopsvisitation, men omdömet om kyrkan var icke nådigt. Den var för trång, mörk och ingalunda värdig upplysningens tid. Biskopen ville säkert ha en kyrka byggd efter linjal och passare, och det kan man inte beskylla S:ta Gertruds kyrka för att vara. Biskopen uppmanade församlingen att icke underhålla kyrkan längre utan att samla pengar på hög till en ny kyrka. Församlingen lydde inte biskopens råd utan fortsatte att underhålla kyrkan.

## Inventarier
- Dopfuntens kuppa är det enda lösa inventariet från medeltiden och det enda bevarade från tiden före branden 1612. Foten är från 1941.
- Altarbilden av hovbildhuggare Burchart Precht tillkom ett par år före 1700 och räknas som kyrkans förnämsta prydnad. Den föreställer Kristus som smärtomannen, d.v.s., soldaterna som skulle korsfästa Jesus roade sig med att först göra honom till narrkonung med bland annat krona av törne och spira av ett rör och denna spira slog de i huvudet på narrkonungen. Konstnären har som rör valt ett vassrör, närmare bestämt kaveldun, och kanske menar Precht att det är den kavelliknande blomställningen på vassröret, som får symbolisera det rör, som soldaterna slog i huvudet på Jesus, kaveln kan ju som bekant alternativt användas på det sättet till skillnad från ett vassrör. Precht var gift med en västerviksflicka, och utan den alliansen torde Västervik inte ha blivit begåvad med detta konstverk.
- Nuvarande predikstol är från 1743. Den gamla såldes till Frödinge kyrka, där den alltjämt är i bruk. Den nya är ett verk av Niclas Österbom från Norrköping, lärjunge till Burchard Precht, vars barockstil han fortsatte att arbeta i. När Österbom var färdig med predikstolen och orgelfasaden, som också kom på hans lott, begav han sig till Linköping och gjorde predikstolen och fasaden till läktarorgeln i Linköpings domkyrka; predikstolen är till stora delar en replik av den i Västervik, fast större och förgylld.
- De gamla kyrkbänkarna byttes 1748 ut mot nya som fortfarande är i bruk i oförändrat skick. När de tillkom var det obligatorisk närvaro i kyrkan, om man inte hade laga förfall, vilket betydde att det var fullsatt på söndagarna. Man måste utnyttja alla möjligheter att skaffa platser, vilket man kan finna närmast häpnadsväckande exempel på. Se till exempel kolonn och pelare på södra manssidan! Mellan altaret och predikstolen finns så kallade vändbänkar så att man även där skall kunna sitta vänd mot predikstolen, när prästen predikar. De utfällbara pallar, som man kan se i mittgången på manssidan, var ursprungligen 15 stycken. Vilka de var avsedda för finns ingen uppgift om, men det bör ha gällt kuskar. Ett 15-tal perifert boende familjer kan ha tagit häst och vagn till kyrkan, och utnyttjade kusken pallen kunde han vid gudstjänstens slut komma ut före de andra och spänna för. Varje familj var anvisad bänk och fick betala en slant som hyra för ett år i taget. Namnen på vilka familjer, som hyrde viss bänk kan fortfarande spåras på bänkarna.
- Ett votivskepp i södra tvärskeppet skänktes 1711 av en för oss okänd donator. Det i norra tvärskeppet skänktes av skeppare Anders Lönnberg 1763.
- När kyrkan renoverades 1932–1933 togs överkalkningen bort, varvid gammal dekor från 1687 togs fram, liksom den medeltida scenen från yttersta domen i triumfbågen.
- I kyrkans torn hänger tre kyrkklockor. Klockornas toner är, från största till minsta, f1-g1-b1. Klockorna är gjutna av Bergholtz klockgjuteri. Storklockan är gjuten år 1983, mellanklockan år 1941 och lillklockan år 1933. Kyrkans tidigare klockor hänger i Sankt Petri kyrka.

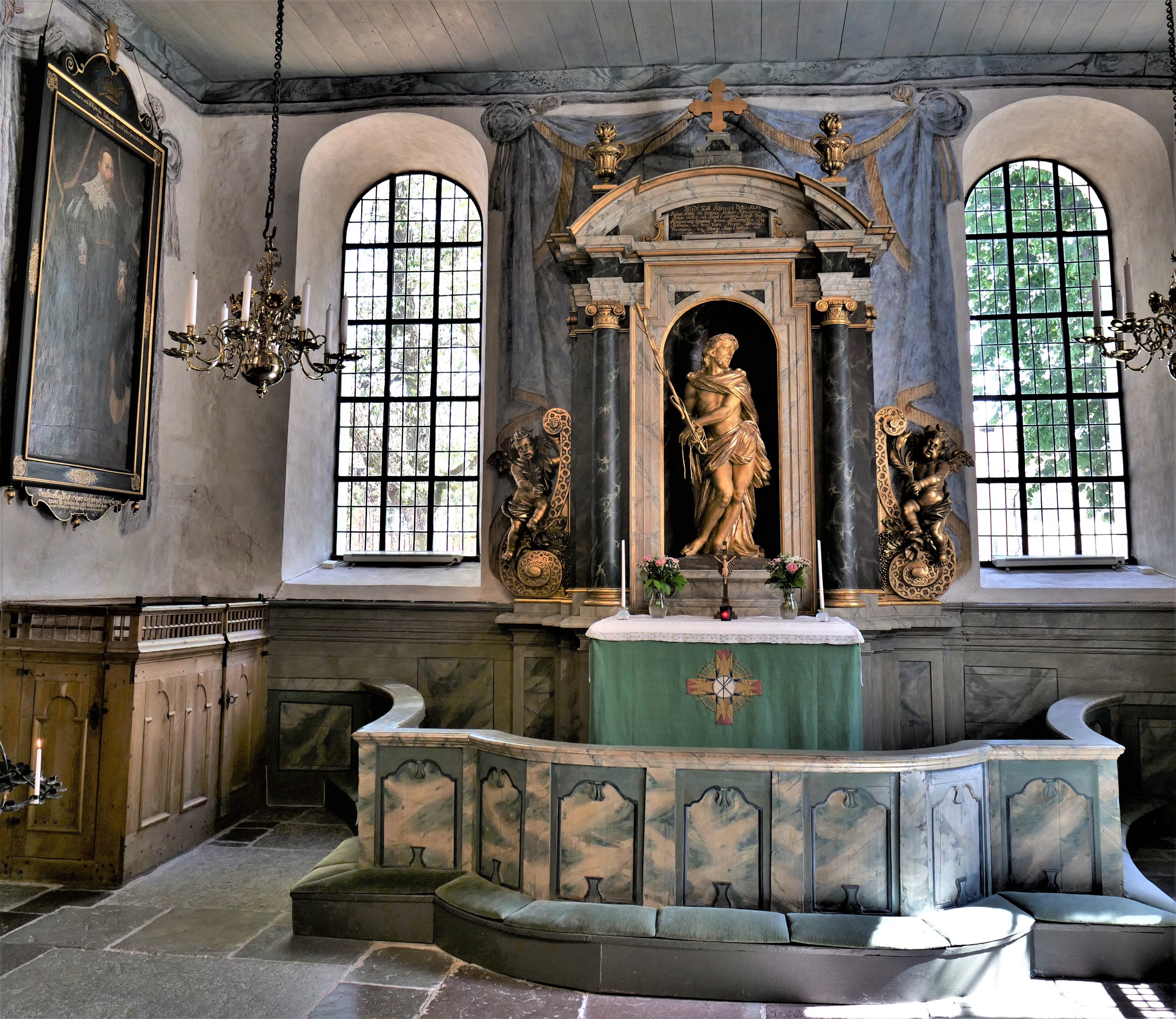
Altar
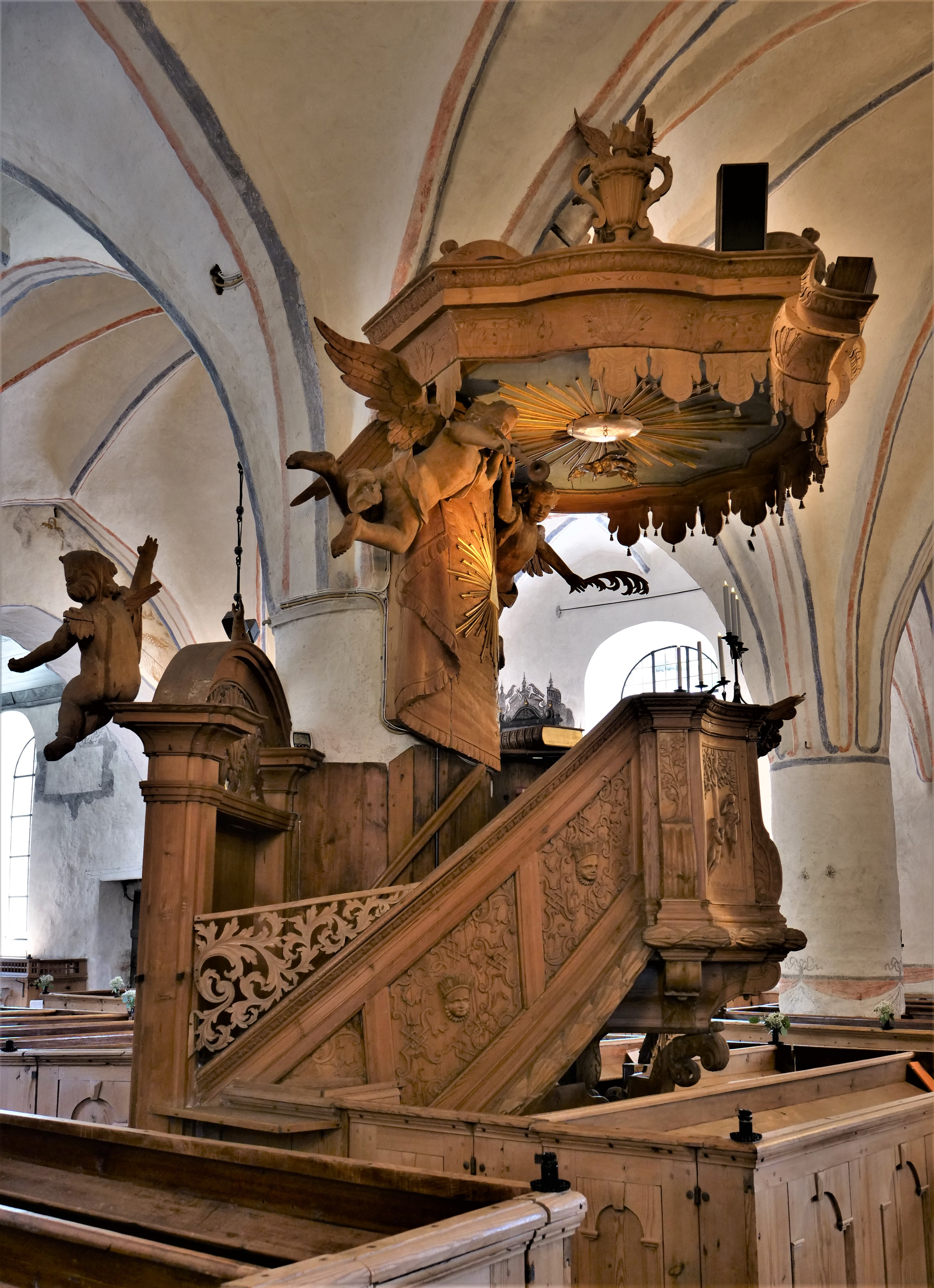
Predikstol
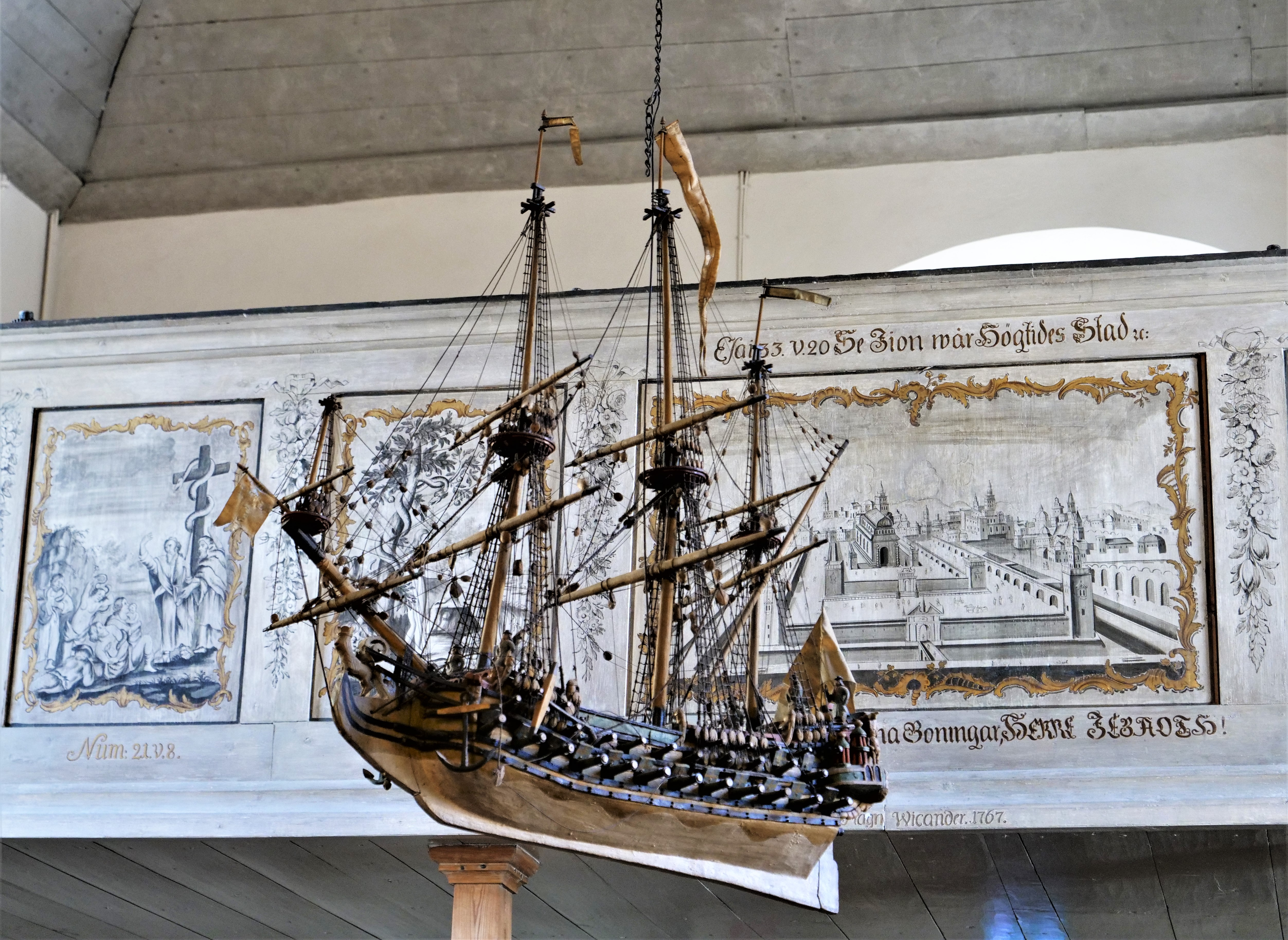
Votivskepp
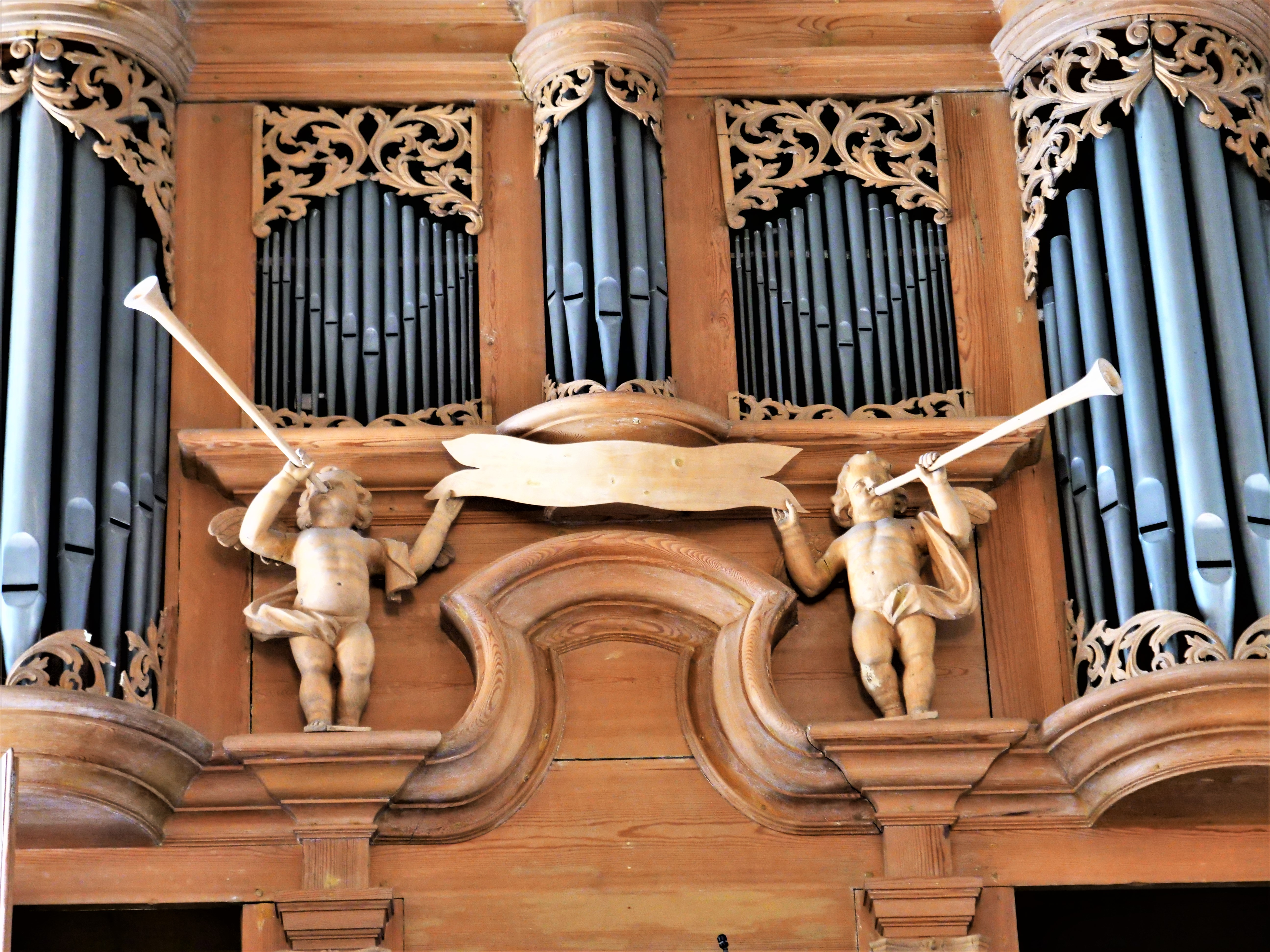
Orgeldetail

## Orglar

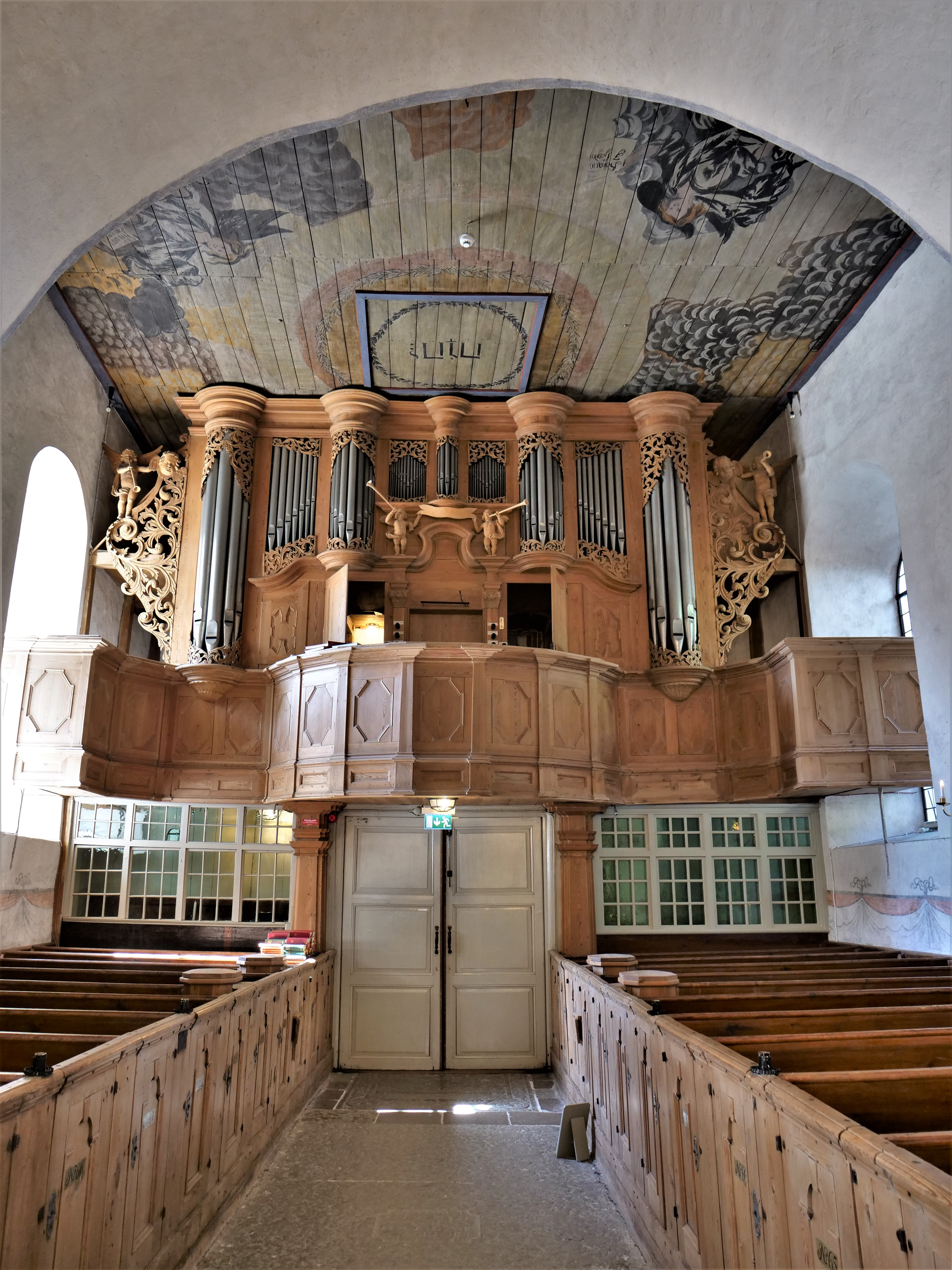
Orgeln

- Tidigare än 1694 fanns här ett positiv köpt av en jude i Hamburg.
- 1694: Kyrkan fick ett tyskt orgelverk med 10 stämmor från Oliwa kloster vid Danzig av Mickel Bruckman.
- 1743 byggde den kände orgelbyggaren Jonas Wistenius från Linköping en piporgel på läktaren. Kontrakt upprättades på 17 orgelstämmor, men utökades under arbetets gång till 20 stämmor fördelade på en manual och pedal. Enligt kontraktet skulle 6 metallstämmor från den tidigare tyska orgeln användas. Manualen fick svarta undertangenter. Orgelfasaden, liksom den tidigare förfärdigade predikstolen, utfördes av bildhuggare Niclas Österbom, Norrköping. Ljudande fasadpipor utom i mitturellen. Orgeln kostade 12 000 daler kopparmynt. Orgeln satt så trångt att de fem bälgarna låg på valvet.[1]
- 1753: På Wistenius uppdrag gjorde hans gesäller Lars Wahlberg och Anders Wollander justeringar och reparationer, varvid bland annat Trompet 8' förnyades.
- 1762: Åsknedslag i tornet under högmässan, varvid orgeltramparen dödades och orgeln skadades. Några pipor ur Borduna 16', Octava 2' och Trumpet 8' i pedalen smälte ned. Orgeln reparerades provisoriskt av organisten i församlingen, Peder L. Nyman.

| Manualen        | Pedalen       |
| Kvintadena 16'  | Subbas 16'    |
| Spetsflöjt 8'   | Principal 8'  |
| Gedack 8' B/D   | Violoncell 8' |
| Principal 4'    | Gedackt 8'    |
| Gedacktflöjt 4' | Oktava 4'     |
| Oktava 2'       | Oktava 1'     |
| Kvinta 1 1/2'   | Basun 16'     |
| Mixtur III      | Trumpet 8'    |
| Trumpet 8'      |               |
| Vox humana 8'   |               |
| Tremulant       |               |

- Ännu 1771 var orgeln ej slutjusterad och godkänd av organisten.
- Först år 1788 utfördes en omfattande reparation av Wistenius lärjunge Pehr Schiörlin, Linköping, som förnyade en stor del av manualens pipverk. Bland annat bytte han ut Spitzfleut 8' D mot Principal 8' D och ändrade Qwinta 1 1/3' till Qwinta 3' (2 2/3'). Han gjorde inte mindre än 214 nya pipor. Omfång: manual C - c³ lång stor oktav (49 toner), pedal CDE - c¹ bruten stor oktav (23 toner).
- Från år 1905, då S:t Petri kyrka invigs, fram till år 1933, samma år Västerviks stad firade 500-årsjubileum, var S:ta Gertruds kyrka stängd och under denna tid förstördes orgeln delvis.
- Till återöppnandet av kyrkan 1933 renoverades orgeln av A.Magnusson, Göteborg.
- 1948: Reparation av Th. Frobenius & Co, Lyngby, Danmark enligt förslag av musikdirektör Waldemar Åhlén, Stockholm. Härvid utbyttes Wox humana 8' mot en Fugara 8' från Kårsta kyrkas orgel i Uppland, byggd 1850 av Gustaf Andersson, Stockholm. Trumpet 8' ändrades till Vox humana genom byte av tuberna mot voxhumanauppsatser från Tjärstads kyrkas orgel i Östergötland, byggd 1805 av Pehr Schiörlin. Omdisponeringen genomfördes trots orgelfirmans bestämda protest. Vidare nytillverkades 25 pipor i Flöjt 4' och 10 pipor i Scharff III chor samt rekonstruerades de ursprungliga registerandragen.
- Den 9 juni 2001 återinvigdes orgeln efter en restaurering utförd av Åkerman & Lunds orgelbyggeri. Den tekniska apparaten var nästan helt intakt av Jonas Wistenius och dispositionen följde Pehr Schiörlins omarbetning 1789. Bland annat Trumpet och Vox humana klingade åter så som Schiörlin avsett. Vita undertangenter & svarta övertangenter. Tonomfång: manual C - c³ lång stor oktav, pedal CDE - c¹ bruten stor oktav. Orgeln var tempererad något oliksvävigt i korton. Principprogrammet för restaureringen hade upprättats av orgelkonsulten Carl-Gustaf Lewenhaupt 1994. Han hade haft ett nära samarbete med orgelbyggare Lars Norgren. Efter Lewenhaupts bortgång hade Niclas Fredriksson varit konsult för restaureringsprojektet. Kalevi Mäkinen & Helmuth Gripentrog hade utfört intonationsarbetet.

Orgelläktaren som byggdes ut 1869 och även 1890–1891 för att skapa fler sittplatser gjorde att orgelns klang blev instängd i tornvalvet. Vid restaureringen återskapades den ursprungliga organistläktaren med två små solistläktare på var sida. Fasaden framträdde nu åter i hela sin skönhet och orgeln klingade ut mycket bättre i kyrkorummet.
Wistenius-schiörlinorgeln är en av Nordens mest särpräglade och värdefulla orglar och ett av de mest välbevarade större verken från 1700-talet.
Disposition
| Manualen C-c³                      | Pedalen C-c¹            |
| Borduna 16', (från G)              | Subbas-Gedact 16'       |
| Principal 8', (från g)             | Principal 8', (i fasad) |
| Gedagt 8', B/D                     | Wioloncell 8'           |
| Principal 4', (i fasad)            | Gedact 8'               |
| Gedagt-Fleut 4', (C-g fr. 1600-t.) | Octava 4'               |
| Salicinal 4'                       | Octava 2', (1600-t.)    |
| Qwinta 3' (eg. 2 2/3')             | Bassun 16'              |
| Octava 2', (1600-t.)               | Trompet 8'              |
| Spitz-Fleut 2'                     | Sperventil pedal        |
| Mixtur III ch. 1'                  |                         |
| Trompet 8', B/D                    |                         |
| Wox humana 8', D (fr. c1)          |                         |
| Tremulant (1948)                   |                         |
| Sperventil manual                  | Campanula               |

### Diskografi
- Tre orglar i Västervik / Forsberg, Roland, orgel. LP. Proprius PROP 7720. 1973.

### Fotnoter
1. ↑  Abr. Hülphers, Historisk Afhandling om Musik och Instrument särdeles om Orgwerks Inrättningen i Allmänhet jemte Kort Beskrifning öfwer Orgwerken i Swerige (1773), s. 219.